# 水媒

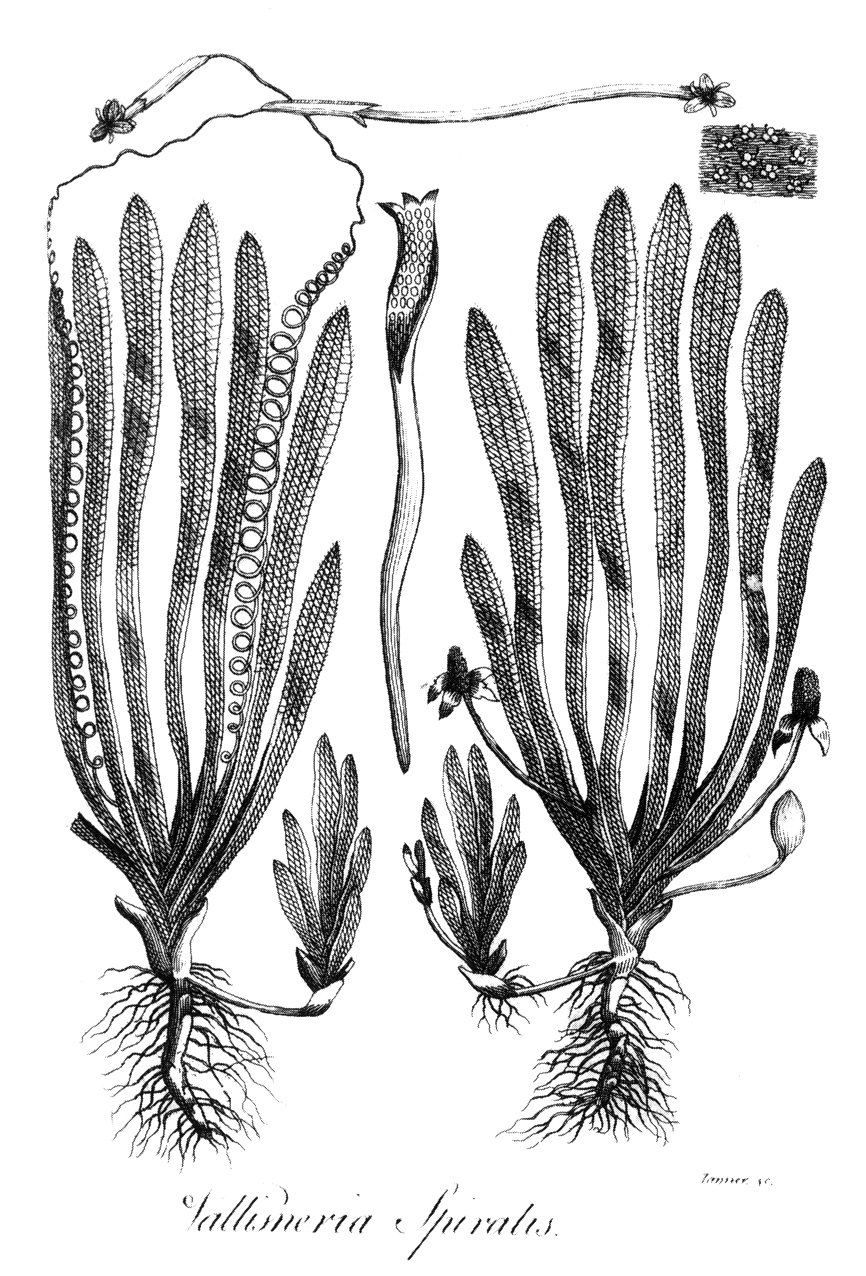
セイヨウセキショウモ（Vallisneria spiralis）は水媒の一例である。雌花は受粉を確実にするために一時的に水面に達する。

水媒（すいばい、英：Hydrophily）は花粉が特に川などの水流によりばらまかれる受粉様式。
あまり一般的ではないが、水媒受粉を行う種は二つに分類される：
1. 花粉を水面にばらまくもの。例）セキショウモ属では雄花および花粉粒が水面へ放出され、水流により受動的に運ばれ、その一部が最終的に雌花に達する。
2. 花粉を水面下にばらまくもの。例）海草類では雌花は水中に残ったままであり、花粉は水中で放出される。

## 水面受粉
水面受粉の例はより多く、風媒と真正な水媒との中間に位置する過渡的な段階であると考えられる。水面受粉では、クロモ属やアワゴケ属、カワツルモ属、アマモ属、コカナダモ属で見られるように、花粉は水面を浮遊し、雌花の柱頭に達する。セキショウモ属では雄花が切り離されて水面へ浮き上がり、雄花の葯が雌花の柱頭のところへもたらされ接触する。水面受粉はヒルムシロ属の数種でもこれまでに観察されている。

## 水中受粉
真に水面下での水媒を示す種にはイバラモ属やPosidonia australis、アマモ、クロモ属などがある。イバラモ属では、花粉粒が水より高比重のため沈下し、極めて単純な雌花がもつ柱頭により捕捉される。
カリブ海とメキシコ湾に自生するタートルグラスは、粘性のある花粉を水中に放出させて受粉させるほか、甲殻類、多毛類、端脚類などをおびき寄せ、花粉を体に付着させて受粉をさせる水中版の虫媒を行う。

## 進化
水媒は生殖器が完全に水面下に水没した絶対沈水被子植物に特有のものである。水媒は完全に水没した被子植物の水中自生環境への適応進化である。真の水媒は18属の沈水被子植物でみられ、これらの属では単性花を持つものの割合が飛び抜けて高い。